# Givraines
Givraines é uma comuna francesa na região administrativa do Centro, no departamento Loiret. Estende-se por uma área de 11,24 km². Em 2010 a comuna tinha 420 habitantes (densidade: 37,4 hab./km²).